# Сде-Дов
Аеропорт Сде-Дов (іврит: שדה דב, дослівно льотне поле Дова, арабська: مطار سدي دوف), також відомий як Аеропорт імені Оза Дова (IATA: SDV, ICAO: LLSD) — закритий аеропорт, розташований у Тель-Авіві, Ізраїль, який в основному обслуговував регулярні внутрішні рейси в Ейлат і Увду, на північ Ізраїлю (Хайфа і Галілея), і на Голанські висоти. Це найбільший аеропорт в Тель-Авіві, і другий за величиною в регіоні, після  міжнародного аеропорту Бен-Гуріон на околиці Лода. Аеропорт названий на честь Оза Дова, одного з піонерів Єврейської авіації. Аеропорт припинив операції з 30 червня 2019 року.

## Історія

### Рання історія
У 1937 році мер Тель-Авіва Ісраель Роках попросив у керівництва Британського мандата  дозволу на створення аеропорту в Палестині, обіцяючи вирішити проблему перевезення євреїв під час арабського повстання 1936–39, коли поїздка з Тель-Авіву через Арабські території в головний аеропорт в Лідді, щоб потрапити на рейси Палестинських авіаліній в Хайфу, була важкою і небезпечною. Роботи почалися на ділянці землі на північ від річки Яркон в місті Тель-Авів і після їх завершення у жовтні 1938 року в аеропорт почав обслуговувати регулярні рейси в Хайфу, з можливістю перельоту в Бейрут. У 1940 році, аеропорт був перейменований у Сде-Дов у пам'ять про Оза Дова, одного з піонерів Єврейської авіації. Сде-Дов був закинутий після того, як авіакомпанія Palestine Airways припинила польоти в серпні 1940 року, і територія використовувалася як Британська військова база до грудня 1947 року, коли з дозволу британців Хагана почала використовувати злітно-посадкову смугу.
Під час арабо-ізраїльської війни 1948 року аеропорт служив базою для ВПС Ізраїлю. Це була Центральна база, де в той час розміщувався 21 літак. Перший військовий політ був здійснений в грудні 1947 року, коли Пінхас Бен Порат полетів на RWD-13 в Бейт-Ешель, щоб врятувати пораненого солдата.

### Після війни

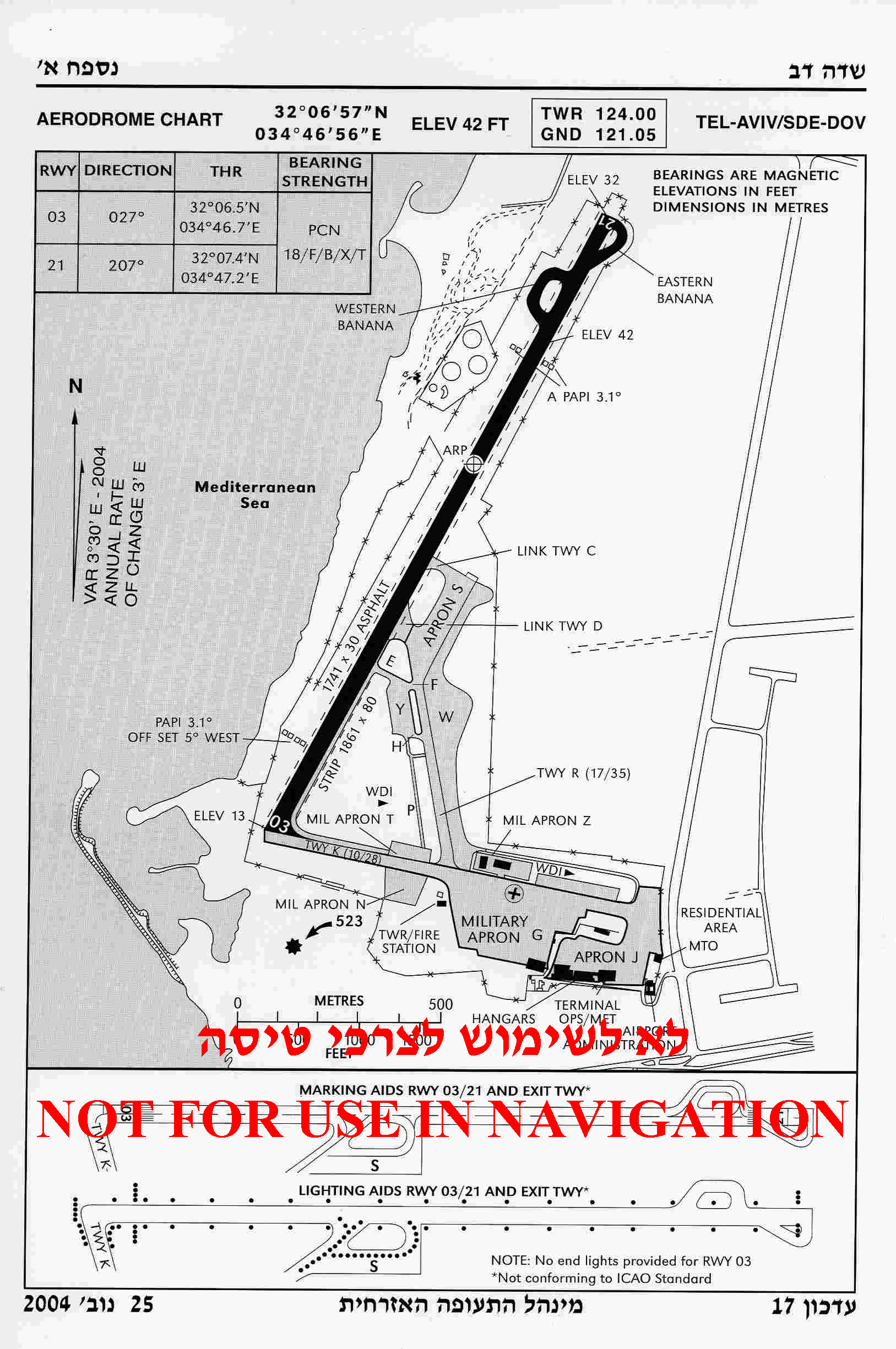
Схема аеропорту Сде-Дов

Після війни 1948 року, коли Арабські сади на схід від Тель-Авіва були відкриті для будівництва, військові почали використовувати аеропорт Сде-Дов на регулярній основі. Аеропорт відновив свою комерційну діяльність, спочатку обслуговуючи внутрішні рейси, в основному для окремих клієнтів, на літаках Piper Cub. Пізніше почалося обслуговування великих літаків на регулярних рейсах у різні частини Ізраїлю. В результаті наявності вільної земельної ділянки, була побудована додаткова смуга в напрямку північ–південь. Після 1960 року, земельні ділянки в Тель-Авіві стали дефіцитом і муніципалітет зажадав, щоб аеропорт був перенесений північніше, а на його місці будуть побудовані житлові квартали. Однак комітет, який досліджував у 1961 році варіанти такого перенесення не виявив придатних ділянок поблизу Тель-Авіва і припустив, що рейси будуть перенесені в "аеропорт Лод" (тепер відомий як аеропорт Бен-Гуріон). Для цього планувалося побудувати нову дорогу з Тель-Авіва в Лод. Однак, цей варіант перенесення був заблокований в Армії оборони Ізраїлю.
Уряд створив другу комісію у 1968 році, яка вирішила, що стара східно–західна злітно-посадкова смуга буде закрита, а площа аеропорту зменшена, що дасть можливість для розвитку територій на схід від аеропорту. Вона також вирішила, що на заміну буде побудована нова злітно-посадкова смугою в морі, поруч із пляжем. Стара злітно-посадкова смуга була закрита і територія на схід від аеропорту була щільно забудована дорогою нерухомістю, хоча нова злітно-посадкова смуга так і не була побудована через високу вартість проекту.
У новому житловому районі жителі, що страждали від шуму літаків, приєдналися до вимог, щоб аеропорт було перенесено. Незважаючи на це, кількість рейсів в аеропорту збільшилася, бо новостворене агентство Управління аеропортів Ізраїлю прагнуло зменшити затримки в аеропорту Бен-Гуріон, перевівши всі місцеві рейси на турбогвинтових літаках в Сде-Дов. Ще раз напишемо, що єдиною реальною альтернативою, пропонованою на той момент, було побудувати злітно-посадкову смугу в морі але висока вартість цього проекту означала, що цього не станеться. Це було великою проблемою протягом усіх 1980-х років.

### Сучасна історія і плани перенесення
На початку 1990-х років спостерігалося стрімке зростання вартості землі в районі Тель-Авіва після масованої хвилі еміграції з колишнього Радянського Союзу, а також бурхливого економічного зростання, що підживлювалося мирними домовленостями в 1993–1996 роках і наступним бумом високих технологій. Таким чином, знову піднялося питання про переїзд аеропорту. Однак, незважаючи на це, у 1997 році, Сде-Дов отримав статус міжнародного аеропорту для приватних рейсів. В майбутньому, головний термінал, стоянки літаків, перони та ангари будуть перенесені на місце біля пляжу Тель-Барух, що дозволить будівництво нових доріг в Північному Тель-Авіві.
Це питання залишилося невирішеним до кінця 2006 року, коли було оголошено, що аеропорт буде закрито, щоб звільнити місце для житлового будівництва. Неясно, однак, коли це насправді матиме місце, так як муніципалітет Тель-Авіва, ізраїльські місцеві авіаперевізники та інші зацікавлені, такі, як асоціація авіації загального призначення, виступають проти закриття аеропорту. Спочатку планувалося перенести весь аеропорт (злітна смуга і споруди) на штучний острові біля узбережжя.
Коли Сде-Дов закриють, його військовий термінал буде перенесений на Авіабазу Пальмахім, а цивільні рейси будуть переведені в аеропорт Бен-Гуріон. За прогнозами трафік Бен-Гуріону, досягне максимуму протягом наступних кількох десятиліть, тому концепція побудови аеропорту на узбережжі біля Тель-Авіву ще може бути відроджена у майбутньому. Зараз Сде-Дов  працює майже на повну потужність, з річним пасажиропотоком близько 700 000 і потенційно можливим у 950 000 пасажирів.

## Аеропорт в наш час

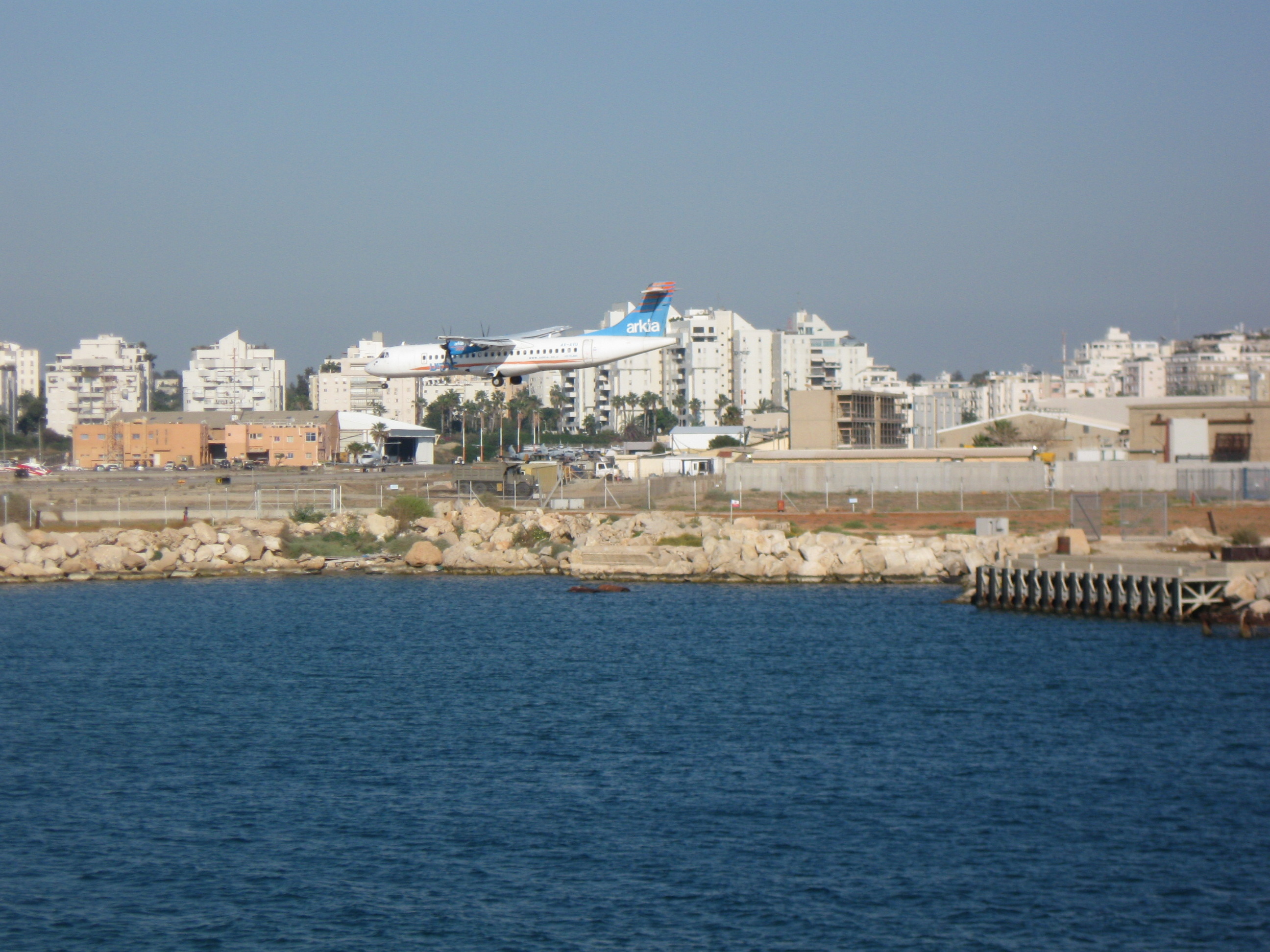
Літак АТR-72-500 авіакомпанії Arkia заходить на посадку в Сде-Дов.

30 червня 2019 року аеропорт закрито. Сде-Дов в основному обслуговував внутрішні рейси в Ізраїлі, а також легкомоторну авіацію з невеликою кількістю міжнародних рейсів, в основному на сусідній Кіпр. Аеропорт мав два термінали. Активність Повітряних Сил займала близько 40% від загального руху (зльотів і посадок). Вони також використовували аеропорт як базу для деяких своїх операцій, а також, як зручний транспортний вузол для військових і урядових пасажирських перевезень. Завдяки своєму розташуванню в центрі Ізраїлю, військові і цивільні пілоти створювали жвавий рух в повітряному просторі, що контролювався диспетчерською вежею в аеропорту Сде-Дов. Це значно збільшувало щільність повітряного руху над і навколо аеропорту. Були розроблені заходи, щоб  мінімізувати цей вплив на безпеку повітряного руху в Сде-Дов. Аеропорт мав сім стійок реєстрації та 45 стоянок для повітряних суден.

## Авіакомпанії і пункти призначення
| Авіакомпанія              | Пункт призначення               |
| ------------------------- | ------------------------------- |
| Arkia                     | Ейлат-Гоцман, Хайфа, Ейлат-Увда |
| Ayit Aviation and Tourism | Рош-Піна                        |
| Elrom Airways             | Ейн-Яхав                        |
| Israir Airlines           | Ейлат-Гоцман                    |